# Gould Glacier
Gould Glacier är en glaciär i Antarktis. Den ligger i Västantarktis. Argentina, Chile och Storbritannien gör anspråk på området. Gould Glacier ligger 502 meter över havet.
Terrängen runt Gould Glacier är kuperad norrut, men söderut är den bergig.  Trakten är obefolkad. Det finns inga samhällen i närheten.